# 杜陟
杜陟（?—?），祖籍襄陽（今湖北襄陽）。 
唐文宗大和五年（831年）辛亥科狀元，考官是中書舍人賈餗。同榜有李遠。歷官水部員外郎、度支郎、杭州刺史。事蹟失考。